# Каталонские горы
Катало́нские горы (исп. Sistema Mediterráneo Catalán) — горная система на северо-востоке Пиренейского полуострова, расположена на территории автономного общества Каталония (Испания). Вытянуты примерно на 220 км с северо-востока на юго-запад вдоль берегов Средиземного моря — от восточной конечности Пиренеев до дельты реки Эбро.
В систему входят два параллельных горных хребта, разделённых продольной тектонической впадиной. Приморский хребет (Cordillera Litoral) имеет высоту 400—600 м, Внутренний хребет (Cordillera Prelitoral), в котором расположены гора Монтсени (1712 м) и Монсеррат (1236 м). Северная часть сложена преимущественно палеозойскими гранитами и кварцитами, остальная часть — известняками, песчаниками и глинами мезозоя и кайнозоя. Имеются карстовые образования.
Климат района — средиземноморский. На склонах произрастают средиземноморские кустарники, а также леса (дуб, каштан, бук, алеппская сосна, пиния). В районах предгорий — рощи олив, виноградники и сады, поля с кукурузой, пшеницей.